# Neuroperlopsis
Neuroperlopsis is een geslacht van steenvliegen uit de familie Eustheniidae. De wetenschappelijke naam van het geslacht is voor het eerst geldig gepubliceerd in 1960 door Illies.

## Soorten
Neuroperlopsis omvat de volgende soorten:
- Neuroperlopsis patris Illies, 1960